# Кокбулак (Келесский район)
Кокбулак (каз. Көкбұлақ, до 2001 г. — Социалистик Казахстан) — село в Келесском районе Туркестанской области Казахстана. Входит в состав Актобинского сельского округа. Код КАТО — 515437800.

## Население
В 1999 году население села составляло 1157 человек (558 мужчин и 599 женщин). По данным переписи 2009 года, в селе проживало 1507 человек (793 мужчины и 714 женщин).